# Ulrike Rylance
Ulrike Rylance (* 1968 in Jena, DDR) ist eine deutsche Autorin.

## Leben
Rylance studierte Anglistik und Germanistik in Leipzig und London. Während des Studiums arbeitete sie als Assistant Teacher in Wales und Manchester. Nach dem Studium blieb sie zunächst in London und arbeitete dort als Deutschlehrerin für Kinder und Erwachsene. Seit 2001 lebt sie als freischaffende Autorin in Seattle in den USA und hat zwei Töchter.
2010 erschien ihr erster Jugendroman, seither folgten weitere Kinder- und Jugendbücher sowie Unterhaltungsromane für Erwachsene. Sie schreibt auch unter den Pseudonymen Ulrike Herwig (Unterhaltungsromane für Erwachsene), Caro Martini (Frauenromane mit „Magic Twist“) und Carly Wilson (High-School-Serie „Myriad High“).

## Werke

### Als Ulrike Rylance
- Ein Date für vier: eine deutsch-englische Lovestory. dtv, München 2010, ISBN 978-3-423-78247-0.
- Der Farbenverdreher. Ed. bi:libri, München 2010, ISBN 978-3-938735-65-7.
- Pia kommt in die Schule. Ed. bi:libri, München 2011, ISBN 978-3-19-079595-6.
- Villa des Schweigens. dtv, München 2011, ISBN 978-3-423-78249-4.
- Emma im Knopfland. Illustriert von Silke Leffler, Jacoby & Stuart, Berlin 2011, ISBN 978-3-941787-28-5.
- Todesblüten. dtv, München 2012, ISBN 978-3-423-78258-6.
- Frieda aus der Flasche. Illustriert von Regina Kehn, Jacoby & Stuart, Berlin 2012, ISBN 978-3-941787-69-8.
- Eiskaltes Herz. dtv, München 2013, ISBN 978-3-423-71541-6.
- Pia sucht eine Freundin. Ed. bi:libri, München 2014, ISBN 978-3-19-509596-9.
- Penny Pepper 1 – Alles kein Problem. dtv, München 2014, ISBN 978-3-423-76100-0.
- Penny Pepper 2 – Alarm auf der Achterbahn. dtv, München 2015, ISBN 978-3-423-76117-8.
- Penny Pepper 3 – Chaos in der Schule. dtv, München 2015, ISBN 978-3-423-76129-1.
- Penny Pepper 4 – Tatort Winterwald. dtv, München 2016, ISBN 978-3-423-76162-8.
- Mein Mathe-Desaster oder der lange Weg zum ersten Kuss. dtv, München 2016, ISBN 978-3-423-76140-6.
- Pias besonderes Talent. Ed. bi:libri, München 2017, ISBN 978-3-19-999597-5.
- Penny Pepper 5 – Spione am Strand. dtv, München 2017, ISBN 978-3-423-76188-8.
- Penny Pepper 6 – Auf Klassenfahrt. dtv, München 2017, ISBN 978-3-423-76170-3.
- Penny Pepper 7 – Diebesjagd in London. dtv, München 2018, ISBN 978-3-423-76235-9.
- Zweite Pause Zoff und Zucker. dtv, München 2019, ISBN 978-3-423-76259-5.
- Penny Pepper 8 – Schurken auf dem Schulhof. dtv, München 2019, ISBN 978-3-423-76268-7.
- Penny Pepper 9 – Hochzeitstorten und Halunken. dtv, München 2021, ISBN 978-3-423-76327-1.
- Das magimoxische Hexenhotel 1 – Auch Hexen brauchen Urlaub!. dtv, München 2021, ISBN 978-3-423-76337-0.
- Penny Pepper 10 – Wildschweine und Umweltferkel. dtv, München 2022, ISBN 978-3-423-76387-5.
- Das magimoxische Hexenhotel 2 – Klassenfahrt auf Knatterbesen. dtv, München 2022, ISBN 978-3-423-76384-4.
- Penny Pepper 11 – Überfall im Hühnerstall. dtv, München 2023, ISBN 978-3-423-76464-3.
- Das magimoxische Hexenhotel 3 – Vorsicht, bissige Gäste!. dtv, München 2023, ISBN 978-3-423-76429-2.
- Penny Pepper 12 – Spürhunde und Spielverderber. dtv, München 2024, ISBN 978-3-423-76523-7.
- Der Tiersitter-Club – Alles für die Katz. dtv, München 2024, ISBN 978-3-423-76483-4.
- Dead girls don't talk. dp, Stuttgart 2024, ISBN 978-3-98998-301-4.

### Als Ulrike Herwig
- Martha im Gepäck. Marion von Schroeder, Berlin 2011, ISBN 978-3-547-71180-6.
- Mein Gott, Wanda. Marion von Schroeder, Berlin 2012, ISBN 978-3-547-71184-4.
- Sag beim Abschied leise Blödmann. Marion von Schroeder, Berlin 2013, ISBN 978-3-547-71185-1.
- Oskar an Bord. dtv, München 2015, ISBN 978-3-423-26084-8.
- Das Leben ist manchmal woanders. dtv, München 2018, ISBN 978-3-423-26161-6.
- Schiefer die Socken nie hingen. dtv, München 2019, ISBN 978-3-423-28200-0.
- Das Glück am Ende der Strasse. dtv, München 2021, ISBN 978-3-423-26284-2.
- Drei Weihnachtswunder für Lena Engel. dtv, München 2022, ISBN 978-3-423-29026-5.

### Als Caro Martini
- Beim nächsten Mann links abbiegen. dtv, München 2015, ISBN 978-3-423-21588-6.
- Alma & Jasmin. dtv, München 2016, ISBN 978-3-423-21640-1.

### Als Carly Wilson
- Myriad High – Was Hannah nicht weiß. dtv, München 2017, ISBN 978-3-423-74031-9.
- Myriad High – Was Sophie verschweigt. dtv, München 2017, ISBN 978-3-423-74032-6.
- Myriad High – Was Chloe entdeckt. dtv, München 2018, ISBN 978-3-423-74037-1.

## Auszeichnungen
- 2013: Prix Chronos für Frieda aus der Flasche[3]
- 2015: Hansjörg-Martin-Preis des Syndikats für Penny Pepper – Alles kein Problem[4]